# Аз съм легенда
„Аз съм легенда“ (на английски: I Am legend) е американски пълнометражен игрален филм от 2007 година на режисьора Франсис Лорънс. Адаптиран е по едноименния роман на Ричард Матисън от 1954 година. Продукцията е заснета в Ню Йорк.

## Сюжет
Генетично модифициран вирус, предназначен за лечение на рак, е причината за масовата гибел на човечеството и неговото почти напълно заличаване от лицето на земята през 2009 г. Последствията от заразяването с него са катастрофални за хората, като ги превръща в опасни агресивни убийци с животинско поведение. За щастие незначителен процент от хората имат естествена имунна защита от него. Един от тях е Робърт Невил (Уил Смит) - военен вирусолог, живеещ в напълно опустелия Ню Йорк през 2012 г. Той се опитва да намери лек за вируса в лаборатория в собствения си дом, изправяйки се пред предизвикателството да спаси човешкия род от изчезване...

## Алтернативен край
По време на лабораторната атака, алфа мъжкият Darkseeker създава форма на пеперуда, докато се опитва да пробие стъклото до лабораторията. Невил осъзнава, че се това е татуировката с форма на пеперуда на врата на женската и че алфа-мъжкаря се опитва да върне своята половинка. Невил оставя пистолета и връща женската. Невил и алфа-мъжкият се гледат втренчено и Невил се извинява за действията си, след като вижда как сълзи се спускат по лицето на алфа-мъжкият. Алфа мъжът обмисля да убие Невил, но заминава с останалата част от клана си, без да го нарани.
На следващата сутрин Невил изоставя изследванията си и се отправя заедно с Ана и Итън към Върмонт като променен мъж с надеждата да намери колонията на оцелелите.

## Актьорски състав
- Уил Смит
- Алис Брага
- Уилоу Смит
- Даръл Фостър
- Ейприл Грейс
- Даш Михок
- Ема Томпсън
- Сали Ричардсън
- Джоана Нумата
- Самюъл Глен